# Petrus Wadmark
Petrus Wadmark, född 28 augusti 1699 i Vadstena församling, Östergötlands län, död 30 september 1764 i S:t Laurentii församling, Östergötlands län, var en svensk präst.

## Biografi
Petrus Wadmark föddes 28 augusti 1699 i Vadstena. Han var son till åkaren Samuel Clementson och Sigrid Persdotter. Wadmark studerade i Vadsten och Linköping och blev 1726 student vid Uppsala universitet. Han blev 30 juni 1737 magister och prästvigdes 10 december 1736 i Uppsala till huspredikant hos friherre Johan Giertta, som var president för Krigskollegium. Wadmark blev 23 maj 1740 extra ordinarie predikant vid Kunglig Majestäts drabantkår. Han blev 28 maj 1748 hovpredikant och pastor hos kåren. Den 10 juli 1750 blev han kyrkoherde i S:t Laurentii församling, Söderköping och 16 januari 1751 kontraktsprost i Hammarkinds kontrakt. Wadmark avled 30 september 1764 i Söderköping och begravdes 11 oktober samma år. Hans stoft ligger begravt i Skönberga kyrkas sakristia. Till begravning författade Esaias Samuelsson en klagoskrift.

### Familj
Wadmark gifte sig 23 september 1743 med Johanna Lovisa Struberg (död 1759). Hon var dotter till kaptenen Petter Struberg vid Värmlands regemente. De fick tillsammans barnen Lovisa Ulrica Wadmark som var gift med kyrkoherden Olof Wong i Vikingstads församling, stadsbokhållaren Johan Samuel Wadmark (1751–1777) i Norrköping och Jonas Petrus Wadmark (1751–1752).